# Protesty proti ruské invazi na Ukrajinu

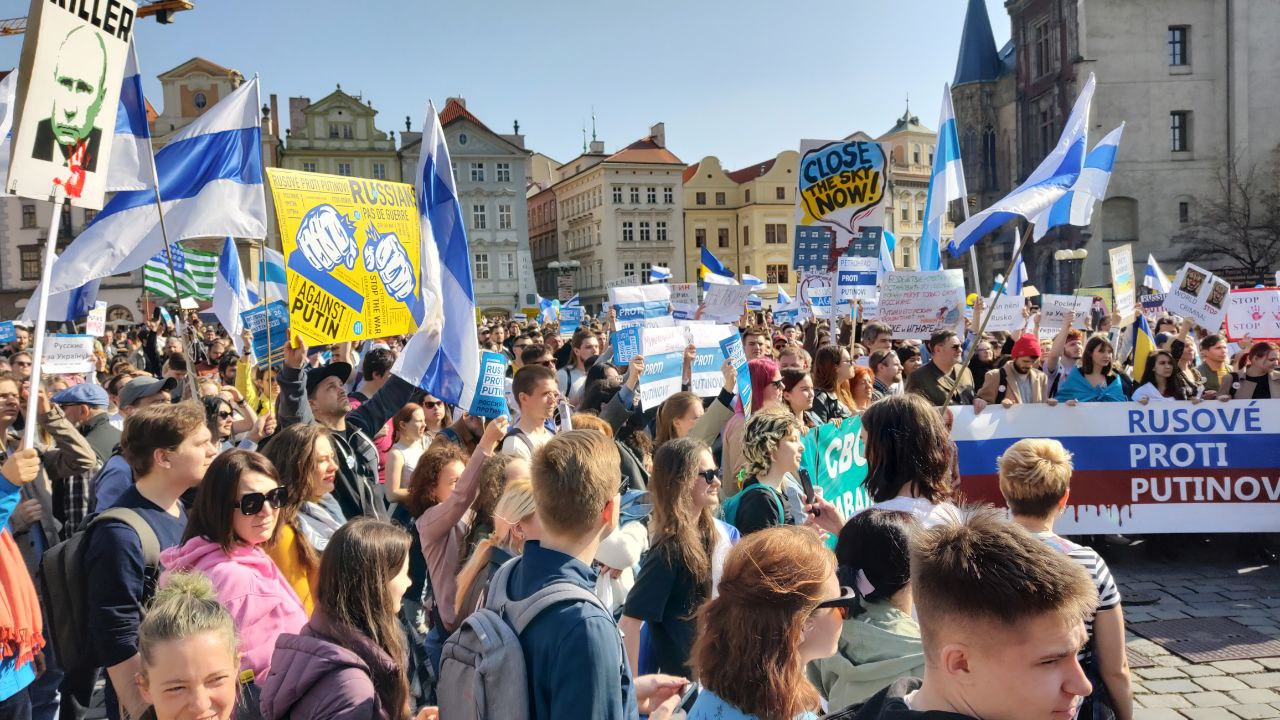
Protest Rusů žijících v Česku proti válce na Ukrajině, 26. března 2022

Protesty proti ruské invazi na Ukrajinu zahájené 24. února 2022 se objevily na mnoha místech po celém světě, včetně Ruska. K obnovení protestů v Rusku došlo v září 2022 poté, co ruský prezident Vladimir Putin vyhlásil částečnou mobilizaci.

## Protesty po zahájení invaze

### Rusko
Protesty v ruských městech byly potírány policií – čtyři dny od zahájení invaze bylo v Rusku na nepovolených protiválečných demonstracích pozatýkáno téměř 6000 lidí. Demonstrace se konaly v řadě ruských měst, mimo jiné v Moskvě, Petrohradu, Nižním Novgorodu, Novosibirsku či Jekatěrinburgu.
Podle ruského zákona je totiž pro účast na demonstraci potřeba povolení, o které je potřeba požádat ne více než 15, ale ne méně než 10 dní před zahájením. Protestující, kteří povolení nemají, mohou být postiženi vysokými pokutami i skončit ve vězení. Vyšetřovací výbor Ruské federace v den zahájení invaze varoval, že účast na jakýchkoli protiválečných protestech je nezákonná. Uvedl rovněž, že tyto přečiny se mohou objevit v trestním rejstříku daného člověka, a „poznamenat tak jeho budoucnost“.
Na počátku r. 2024 proběhly protesty v Baškortostánu mj. v souvislosti s etnicky diskriminační odvodovou praxí, kdy do války na Ukrajině je odváděno nepoměrně více občanů národnostních menšin Ruské federace. Protesty byly tvrdě potlačovány represivními složkami ruského režimu  

#### Ruské osobnosti proti válce
Ruská invaze kvůli ekonomickým sankcím, které brání obchodu s ruskými firmami a vedly k propadu kurzu rublu, negativně dopadá na ruské podnikatele. Mezi prvními se proti válce vyslovili oligarchové Michail Fridman, který má navíc osobní vazby na Ukrajinu, nebo Oleg Děripaska, jehož tchánem býval poradce prezidenta Vladimira Putina Valentin Borisovič Jumašev.
Podle vězněného opozičního politika Alexeje Navalného povede válka k velkému počtu obětí. Rozpoutána podle něj byla proto, aby odvedla pozornost Rusů od problémů uvnitř země.
Nositel Nobelovy ceny míru a šéfredaktor opozičního listu Novaja gazeta Dmitrij Muratov oznámil, že příští číslo těchto novin vyjde v ruštině i ukrajinštině. Muratov, novinář Michail Zygar, režisér Vladimir Mirzojev a další podepsali dokument, v němž prohlásili, že Ukrajina není pro Rusko hrozbou, a vyzvali ruské občany, aby odsoudili válku. Elena Černěnková, novinářka listu Kommersant, rozšířila kritický otevřený dopis, který podepsalo 170 novinářů a akademiků.
Proti válce se postavil např. tenista Andrej Rubljov, který na turnaji v Dubaji napsal na kameru vzkaz: „No war please“. Kritický postoj zaujali i šachoví mistři Garri Kasparov nebo Jan Něpomňaščij.
Protiválečný postoj zaujali zpěvák Valerij Meladze, rapper Oxxxymiron nebo herec Maxim Galkin a jeho manželka, zpěvačka Alla Pugačova.
Odmítavý postoj vůči konfliktu zaujal např. moderátor Ivan Urgant. Na Instagramu dcery mluvčího prezidenta Putina Dmitrije Peskova Jelizavety se na omezenou dobu objevil post „No to war“ (ne válce).

### Protesty mimo území Ruska

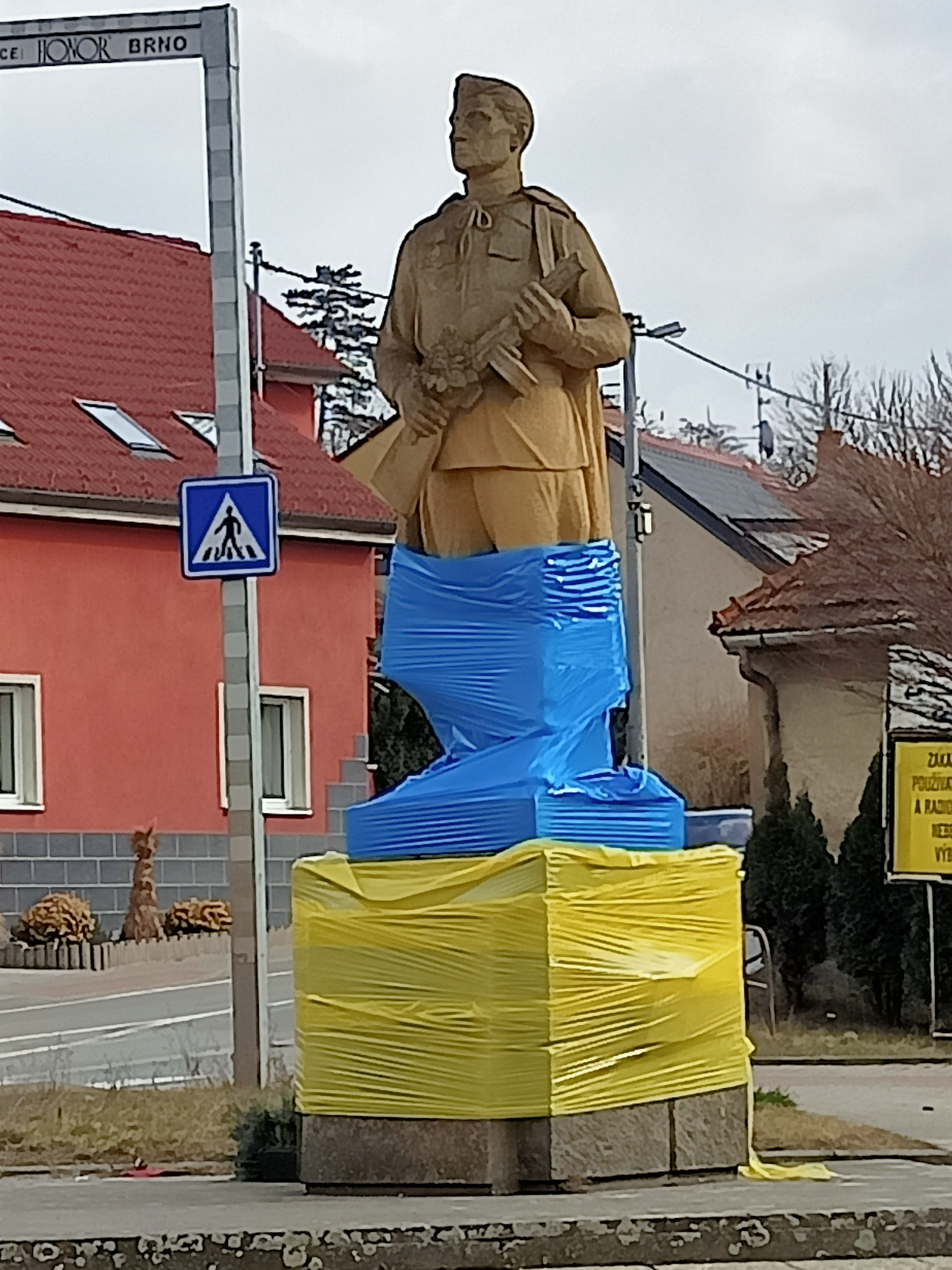
Socha sovětského vojáka v jihomoravském Čebíně zahalená do ukrajinských barev

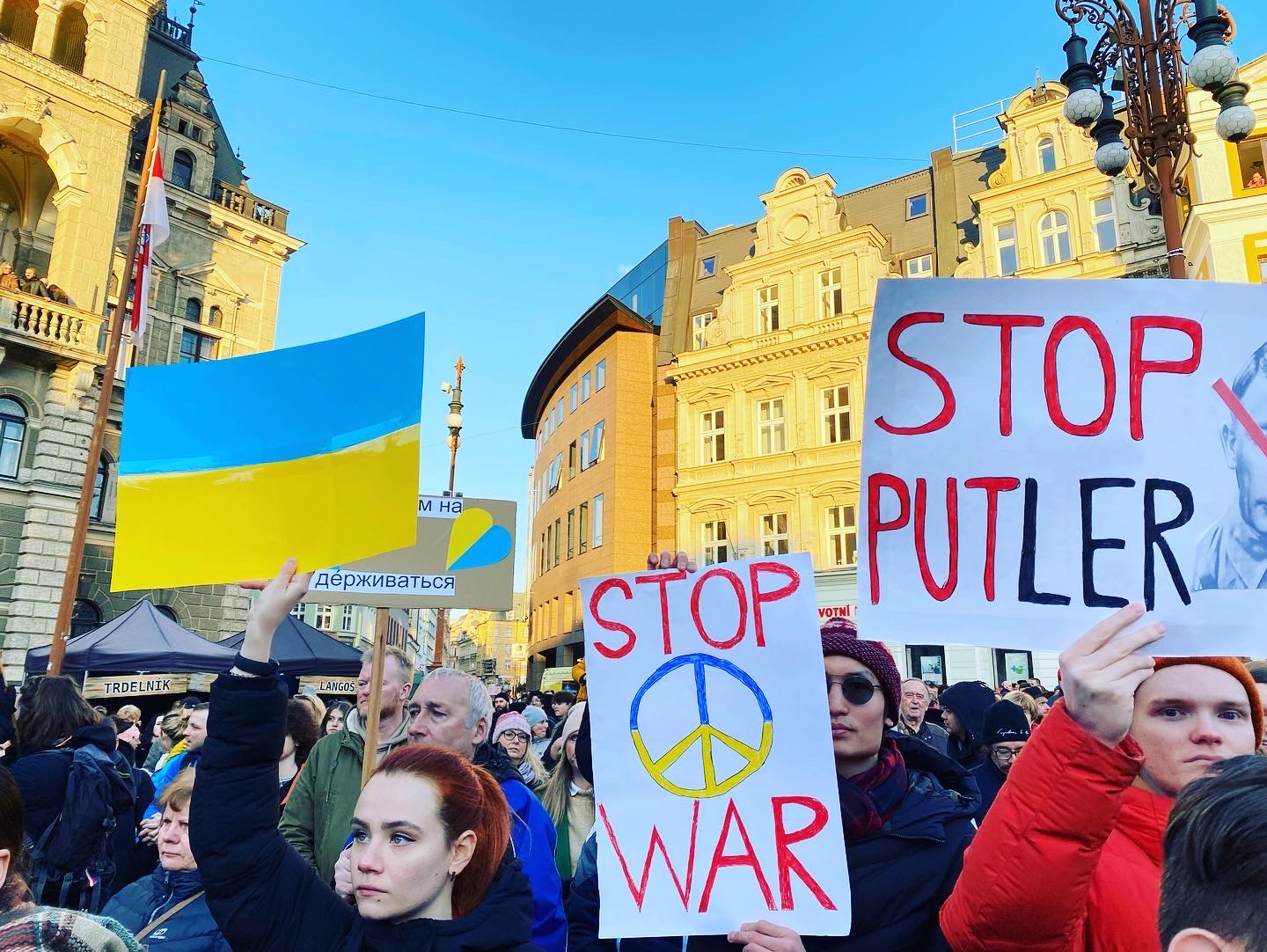
Protesty proti válce na Ukrajině v Liberci

#### Česká republika
V Česku 24. února protestovalo na Václavském náměstí asi 3 000 lidí. V neděli 27. února se na témže místě na demonstraci pořádané organizací Milion chvilek pro demokracii sešlo podle policejních odhadů 70 až 80 tisíc lidí.

#### Další země
K proukrajinským protestům došlo na několika ukrajinských a ruských velvyslanectvích v zahraničí, mimo jiné v Albánii, Andoře, Argentině, Arménii, Austrálii, Ázerbájdžánu, Bangladéši, Belgii, Bělorusku, Bosně a Hercegovině, Brazílii, Bulharsku, Česku, Dánsku, Estonsku, Finsku, Francii, Gruzii, Chili, Chorvatsku, Japonsku, Německu, Indii, Íránu, Irsku, Islandu, Itálii, Izraeli, Kanadě, Kazachstánu, Kolumbii, Maďarsku, Malajsii, Mexiku, Moldavsku, Nizozemsku, Norsku, Peru, Polsku, Portugalsku, Rumunsku, Řecku, Slovensku, Slovinsku, Španělsku, Švédsku, Švýcarsku, Tchaj-wanu, Turecku, USA a Velké Británii.

## Protesty proti mobilizaci
Dne 21. září 2022 vyhlásil ruský prezident Putin částečnou mobilizaci. V řadě ruských měst téhož dne vypukly demonstrace, pozatýkáno bylo více než 1200 lidí. Lidé skandovali mj.: „Do zákopů s Putinem!“ nebo „Ne válce!“, přičemž za použití slova „válka“ v Rusku hrozí až 15 let vězení.
Protesty svolalo hnutí Vesna. „Tisíce ruských mužů, našich otců, bratrů a manželů budou vrženy do válečného mlýnku na maso. Za co budou umírat? Proč budou matky a děti prolévat slzy?“ uvedla. S mobilizací podle Vesny přijde válka do každého domu a každé rodiny. Putina obvinila z toho, že „uvrhl Rusko do strašlivého krveprolití, izolace a chudoby“.
Během dne se rovněž vyprodaly letenky z Ruska; ruské aerolinie pak nařídily zastavit prodej letenek bez souhlasu ministerstva obrany mužům ve věku od 18 do 65 let.